# Erythromachus leguati
Erythromachus · Râle de Rodrigues
Genre
Espèce
Statut de conservation UICN

 EX  : Éteint
Erythromachus leguati, le Râle de Rodrigues, unique représentant du genre Erythromachus, est une espèce éteinte d'oiseaux de la famille des Rallidae originaire de l'île Rodrigues.

## Description
Dans sa publication de 1874, Milne-Edwards en donne la description suivante : 

« Pattes fortes, disposées pour la course et d'un quart a un cinquième plus courtes que chez l'Ocydrome ; les trois doigts antérieurs bien développés, le quatrième très-petit. Corps moins massif que chez ce dernier, à ailes un peu plus développées, mais ne pouvant pas servir au vol. Tête petite ; bec rouge, droit, pointu et d'environ 0,06. — Un ourlet rouge autour de l'œil ; plumage d'un gris clair.
Cet oiseau devait se nourrir de vers, d'insectes et de mollusques. »

## Répartition
Cette espèce était endémique de l'île Rodrigues.

## Disparition
Son existence est attestée par un certain nombre d'os et de spécimens et par plusieurs récits de voyageurs, notamment celui du colon François Leguat, ayant séjourné dans l'ile de 1691 à 1693. Le dernier en date étant celui de Julien Tafforet daté de 1726.
Incapable de voler, elle a disparu parce qu'elle était trop chassée, sa viande étant excellente. Son extinction remonterait au milieu du XVIIIe siècle. Alexandre Guy Pingré a avancé la date de 1761.

## Dénomination
Ce taxon porte en français le nom vernaculaire ou normalisé suivant : Râle de Rodrigues.

## Classification
Le genre Erythromachus et l'espèce Erythromachus leguati sont décrits en 1874 par le paléontologue français Alphonse Milne-Edwards (1835-1900),. A noter que certaines sources telles que GBIF donnent la date incorrecte de 1873.
Erythromachus leguati a pour synonyme :
- Aphanapteryx leguati (Milne-Edwards, 1874)

### Étymologie
Son épithète spécifique, leguati, lui a été donnée en l'honneur de François Leguat qui vécu deux ans sur l'île Rodrigues et qui en fit une description sur laquelle s'appuya Milne-Edwards pour sa publication.

### Publication originale
- Alph. Milne Edwards, « Recherches sur la faune ancienne des Iles Mascareignes », Annales des sciences naturelles. Zoologie et paléontologie, vol. 19, no 3,‎ 1874, p. 1-31 (ISSN 0150-9330, lire en ligne).